# 新米科拉伊夫卡 (羅夫諾州)
50°13′5″N 25°47′38″E / 50.21806°N 25.79389°E
新米科拉伊夫卡（烏克蘭語：Нова Миколаївка）是烏克蘭的村落，位於該國西北部羅夫諾州，由杜布諾區負責管轄，面積0.27平方公里，海拔高度258米，2001年人口83，人口密度每平方公里288.2人。